# Кайла Ді Селло
Кайла Ді Селло (нар. 25 січня 2004, Бойдс, Меріленд) — американська гімнастка. Бронзова призерка чемпіонату світу в багатоборстві, чемпіонка та призерка юніорського чемпіонату світу.

## Біографія
Народилась в Бойдс, Меріленд, в родині Метта Ді Селло та Кешії Ді Селло. Має брата Гантера, який грає в баскетбол, та сестер Карлі та Кайру, які займаються спортивною гімнастикою. До 2022 навчається у Північно-західній старшій школі.  Після школи планує навчатися в Університеті Флориди на повній спортивній стипендії.

## Спортивна кар'єра
Займається спортивною гімнастикою з дворічного віку.

#### 2019
На юніорському чемпіонаті світу здобула бронзу в команді, золото в опорному стрибку та бронзу на колоді.

#### 2020
Дебютувала на дорослому рівні на Кубку Америки зі спортивної гімнастики 2020, де посіла друге місце після Морган Гьорд.

#### 2021
На олімпійських випробовуваннях посіла шосте місце в багатоборстві і не потрапила до складу збірної США на Олімпійські ігри в Токіо, Японія.
2024
На Олімпійському випробовуванні отримала травму ахіллового сухожилля та втратила шанс на місце в олімпійській збірній.

## Результати на турнірах
| Рік  | Змагання                   | КБ | ІБ | Опорний стрибок | Різновисокі бруси | Колода | Вільні вправи |
| ---- | -------------------------- | -- | -- | --------------- | ----------------- | ------ | ------------- |
| 2019 | Юніорський чемпіонат світу | 3  | 4  | 1               | 6                 | 3      | 7             |
| 2020 | American Cup               |    | 2  |                 |                   |        |               |
| 2021 | Американська класика       |    |    |                 | 2                 | 7      |               |
| 2021 | Чемпіонат США              |    | 11 |                 |                   |        | 2             |
| 2021 | Олімпійське випробовування |    | 6  |                 | 10                | 6      | 5             |
| 2021 | Чемпіонат світу            |    | 3  |                 |                   | 8      | 5             |